# Ákra Síderos
Ákra Síderos är en udde i Grekland.   Den ligger i prefekturen Nomós Lasithíou och regionen Kreta, i den sydöstra delen av landet, 400 km sydost om huvudstaden Aten.
Terrängen inåt land är platt. Havet är nära Ákra Síderos åt nordost.  Närmaste större samhälle är Palekastro, 14,1 km söder om Ákra Síderos. 